# 一之森有香
一之森 有香（いちのもり ゆか、1991年(平成3年)6月9日 - ）は、日本の女優、声優、タレント。
愛称は、いっちー、ゆかぽん。静岡県湖西市出身。双子座。
過去にエーチームや加藤企画等の芸能事務所に所属（旧芸名＝富樫有香）していたが、現在は無所属=フリーで活動している。

## 来歴
2009年(17歳)の頃、通っていた高校が芸術音楽科だった為、研修で東京へ訪れていた際、原宿でスカウトされるが両親が猛反対したことで、当時は断念。
高校3年生になり進路を決める際、看護学校・音楽大学・芸能界で迷うも学校の先生から「貴方はやりたい事、なりたいものが多すぎて器用貧乏。俳優になったら今なりたいもの全て何でもチャレンジできるよ」と言われた事が忘れられずスカウトマンへ自ら連絡し芸能界入りを決意したと話している。
事務所でのレッスンや都内での仕事がある度、地元で看護助手をしながらほぼ週一で静岡と東京を行き来する生活が続くが後に東京へ上京する。
選抜されたメンバーの5人から成るガールズグループが結成されるも1年足らずで解散。事務所に残留し芝居を始めるが1年後に一身上の都合で芸能活動を休止する。
数年後、勤務先で芸能関係者と再会しエキストラとして行った現場でプロデューサーに気にいられ役者として芸能活動を復帰させた。
現在、女優業もこなしながら毎週火曜・水曜日に生放送されるYouTube番組「昭和サブカル打ち上げshow」でMCを務める。2022年1月にMCのリーダーに就任。現在YouTube名は「昭和サブカル打ち上げTV」
昭和の歌謡曲､出来事､流行､等の昭和に関するものを発信する番組

## 人物
- 両親と姉がいるが、猫8匹、ハムスター、うさぎ、犬、メダカ、金魚、亀、爬虫類を飼育していた時もあり、大の動物好き。
- ピアノは姉の影響で3歳から始める。
- 中学校から新体操部に入部。
- 中学時代は合唱コンクールで毎年伴奏を務め、高校受験時は推薦入学で県立高校の芸術音楽科へ入学。ヴァイオリン、声楽（ソプラノ）、琴等も習い始め声楽は学年1位の成績を残した。
- 料理も趣味であり、夏休みに開催された静岡県内の高校生全員参加の「静岡県お魚料理コンクール」では最終審査まで残り優良賞を獲得。
- 鮪の赤身が大好きで、肉全般も赤身が好きと、とりあえず赤身好き。脂物は苦手としている。
- 蟹アレルギー。
- 好きなカラーは水色、ターコイズブルー。

## 出演

### ドラマ
- 相棒（2017年、TBS）-キャバ嬢役
- 小さな巨人（2017年4月、TBS） - 婦人警官役
- カンナさーん！（2017年7月、TBS）
- 伊藤くんAtoE（2017年8月、TBS） - ドラマ研究会生徒役
- 江戸前の旬（2019年10月、BSテレ東）
- 深夜食堂（2019年12月、Netflix） - サンタクロース役
- 捨ててよ、安達さん。（2020年1月、テレビ東京） - 新婚バカップル妻役
- 親バカ青春白書（2020年8月、日本テレビ） - レギュラー生徒役
- 30禁（2021年4月、フジテレビ） - 同僚OL役
- ラブファントム（2021年5月、毎日放送） - 友人役

### 映画
- 伊藤くんAtoE（2018年） - ドラマ研究会生徒役
- 劇場（2020年）
- サイレント・トーキョー（2020年）-サンタクロース役
- あのこは貴族（2021年）-レストラン客役
- るろうに剣心 最終章 The Final（2021年）- 声優
- 打姫オバカミーコ（2021年）
- それいけ！ゲートボールさくら組（2023年5月）-看護師役
- うかうかと終焉（2023年10月）-カフェ店員役
- 東放学園映画専門学校制作「リンク」（2024年8月）-紅林美香 役

### バラエティ(再現ドラマ)
- 行列のできる法律相談所（日本テレビ） - 多数
- ザ!世界仰天ニュース（日本テレビ） - 多数
- 林先生が驚く初耳学（TBS） - エリート男子に騙される彼女役
- 華丸大吉&千鳥のテッパンいただきます!（フジテレビ） - 高嶋ちさ子の幼少期の母親役
- プレバト!!（TBS） - 妻役
- 爆報!Theフライデー（TBS）
- 逆転人生（NHK）
- 怒りの追跡バスターズ（TBS） - 主人公の友人役
- 冤罪特番｢逆転無罪ミステリー｣（テレビ東京） - 銀行員役
- 幸せ!ボンビーガール（日本テレビ）
- AbemaTVニュース｢宗教勧誘｣（AbemaTV） - 勧誘される主婦役

### CM
- ファミリーマート（2017年）
- 日本郵政（2017年）
- アジアンリゾート住宅（2019年）
- KAGOME｢野菜生活｣（2019年6月）
- ヤクルト（2019年6月）
- タカラトミー｢人生ゲーム｣（2019年6月）
- 花王｢Web版Curel｣（2019年6月）
- リポビタンアルコベール（2019年6月）
- PARCO（2019年7月）
- ハリーポッター魔法同盟（2019年7月）
- SUZUKIスペーシアギア『休みの日子どもたち篇』（2019年）
- リクナビNEXT｢転職2020｣（2020年6月）

### モデル
- ホットペッパービューティー
- るるぶ山梨 2020-2021年版
- 資生堂

### その他
- 昭和サブカル打ち上げshow（YouTube） - MCアシスタント（2020年12月〜）
- 自動車教習所VTR
- 東京演芸show「中野ZERO小ホール」-MCアシスタント（2021年9月）
- 映画なんくるないさあヒット記念×東京演芸show｢那覇市ぶんかテンブス館テンブスホール｣-MCアシスタント-（2021年10月）
- 鳥越アズーリFM（2023年2月）